# Nyctemera paucipunctis
Nyctemera paucipunctis är en fjärilsart som beskrevs av Embrik Strand 1909. Nyctemera paucipunctis ingår i släktet Nyctemera och familjen björnspinnare. Inga underarter finns listade i Catalogue of Life.